# Volker Finke
Volker Finke (Nienburg/Weser, 24 maart 1948) is een Duits voetbalcoach.

## Carrière
Finke was coach bij diverse kleinere Duitse clubs, namelijk TSV Stelingen, TSV Havelse en SC Norderstedt, alvorens hij in 1991 aangesteld werd als coach van SC Freiburg. Met die club beleefde hij goede tijden en pas zestien jaar later verliet hij Freiburg. Na een periode zonder baan, werd hij op 6 december 2008 aangesteld als de nieuwe coach van het Japanse Urawa Red Diamonds.Na het aflopen van zijn verbintenis in Japan werd hij bij 1. FC Köln sportief directeur en zelfs even trainer ad interim.

### Kameroen
Op 22 mei 2013 werd hij benoemd tot coach van het Kameroens voetbalelftal. Onder zijn leiding liepen het WK 2014 in Brazilië en het toernooi om de Afrika Cup echter uit op een mislukking. Finke zorgde voor verbazing door sterspeler Alexandre Song niet op te nemen in de selectie voor de Afrika Cup 2015. Song werd na het voor Kameroen slecht verlopen WK door het Duitse blad Der Spiegel in verband gebracht met omkoping. Kameroen zou het laatste groepsduel tegen Kroatië (0–4) moedwillig hebben verloren. Ook de rode kaart die Song in die wedstrijd kreeg zou afgesproken werk zijn geweest, stelde een veroordeelde matchfixer tegenover Der Spiegel. De voetbalbond van Kameroen stelde na de publicatie een onderzoek in naar de integriteit van zeven vermeende 'rotte appels' binnen de selectie, maar gaf de resultaten van dat onderzoek nooit vrij. Finke werd ontslagen op 30 oktober 2015. Hij werd opgevolgd door interim-coach Alexandre Belinga.

## Erelijst
SC Freiburg
- 2. Bundesliga

2003
1 Feudjou ·
2 Assou-Ekotto ·
3 N'Koulou ·
4 Djeugoué ·
5 Nounkeu ·
6 Song ·
7 N'Guémo ·
8 Moukandjo ·
9 Eto'o ·
10 Aboubakar ·
11 Makoun ·
12 Bedimo ·
13 Choupo-Moting ·
14 Chedjou ·
15 Webó ·
16 Itandje ·
17 Mbia ·
18 Enoh ·
19 Olinga ·
20 Salli ·
21 Matip ·
22 Nyom ·
23 N'Djock ·
Coach: Finke